# Шувалов, Игорь Иванович
Игорь Ива́нович Шува́лов (род. 4 января 1967, Билибино, Магаданская область) — российский государственный деятель, председатель государственной корпорации развития «ВЭБ.РФ» с 24 мая 2018 года.
Ближайший соратник Владимира Путина, неофициально называемый «маршалом путинских побед» за умение доводить поручения президента до конца. До этого в течение 10 лет работал первым заместителем председателя Правительства Российской Федерации (с 12 мая 2008 по 18 мая 2018 года), а также на протяжении пяти лет — в Администрации Президента Российской Федерации (c 28 мая 2003 по 7 мая 2008 года, помощник Президента Российской Федерации, заместитель Руководителя Администрации Президента Российской Федерации).
Курировал разработку основных направлений социально-экономического развития страны, возглавлял антикризисные штабы в кризисы 2008 и 2014 годах, занимался вопросами повышения качества жизни, инвестиционного климата, поддержки малого и среднего предпринимательства, регулирования безопасности дорожного движения, миграционной политики, развития Дальнего Востока и Арктики, курировал реализацию приоритетных национальных проектов, проект Евразийской интеграции и другие стратегические социально-экономические направления.
Шерпа Президента Российской Федерации в «Большой восьмёрке» (2005—2008 годы), курировал, отвечая за содержание, подготовку к саммиту G8 в Санкт-Петербурге (2006). Возглавлял Оргкомитеты по подготовке к саммиту АТЭС во Владивостоке (2012), 27-й Всемирной летней Универсиаде в Казани (2013) и чемпионату мира по футболу (2018).
После прихода Игоря Шувалова в 2018 году правительство поручило ВЭБ.РФ координацию 12 специализированных организаций развития.
Заслуженный экономист России, доктор юридических наук, диссертация «Правовое регулирование предпринимательской деятельности в период социально-экономического кризиса» защищена в Институте законодательства и сравнительного правоведения при Правительстве Российской Федерации.
Из-за поддержки российско-украинской войны — под санкциями 27 стран ЕС, Великобритании, США, Канады, Швейцарии, Австралии, Японии, Украины, Новой Зеландии.

## Биография
Родился 4 января 1967 года в посёлке Билибино Магаданской области, куда его родители-москвичи приехали на заработки по контракту. «Хоть я родился не в Москве, но я москвич, родители мои москвичи», сказал Шувалов в интервью программе «Вести». Окончил среднюю школу в Москве в 1984 году. После попытки поступления в институт в 1984—1985 годах работал лаборантом в НИИ «Экос». В 1985—1987 годах проходил срочную военную службу в Советской армии, после чего поступил сначала на подготовительное отделение юридического факультета, а затем на юридический факультет МГУ, окончив его с красным дипломом.
В 1993 году после окончания университета по специальности «правоведение» работал атташе в правовом департаменте Министерства иностранных дел, где осуществлял работу по отслеживанию изменений в международном праве, причём, зарплата в МИДе тогда была всего эквивалент 100 долларов, в результате Игорь жил в служебной квартире и едва мог содержать семью. Желая исправить плачевную финансовую ситуацию, Шувалов немедля, в том же году, перешёл на работу в адвокатское бюро «АЛМ-Консалтинг» Московской коллегии адвокатов, одним из учредителей которого был Александр Мамут (АЛМ — аббревиатура от А. Л. Мамут). Занимал должности старшего юриста, затем, до 1997 года, директора бюро. Активно занимался предпринимательской деятельностью — в 1995—1996 годах Шувалов стал одним из учредителей АООТ «Сталкер» (оптовая торговля), АООТ «Фантейм» (риэлторская деятельность), АОЗТ «РЭНДО» (производство и реализация товаров народного потребления), ЗАО «OPT-Консорциум банков» (компания объединила капиталы банков-держателей акций АО «Общественное российское телевидение»).
В 1997 году Шувалов был назначен начальником Департамента государственного реестра федеральной собственности Государственного комитета России по управлению государственным имуществом, где отвечал за сотрудничество с финансовыми институтами, представлял интересы государства в советах директоров компаний «Росгосстрах» и «Совкомфлот». В январе 1998 года был назначен заместителем министра государственного имущества, вошёл в состав коллегии министерства. В феврале 1998 года был утверждён членом совета директоров ОАО «Общественное российское телевидение».
25 мая 1998 года Шувалов был назначен исполняющим обязанности председателя Российского фонда федерального имущества (РФФИ), в сентябре того же года утверждён на пост председателя РФФИ. Параллельно работе в фонде он представлял интересы государства в ряде коммерческих структур — ОСАО «Росгосстрах», ОРТ, ОАО «Газпром» и других. 29 июля 2004 года помощник президента РФ Шувалов вошёл в совет директоров ОАО «Российские железные дороги».
Председатель РФФИ И. Шувалов: «Сильное государство — не то, которое обладает огромным количеством собственности и контрольных пакетов, а то, где сильные и цивилизованные экономические законы и механизмы их защиты».
16 мая 2011 года избран в совет директоров ГАО «Всесоюзный выставочный центр» (ВВЦ), но из-за указа президента Дмитрия Медведева, согласно которому члены правительства должны выйти из совета директоров госкомпаний, Шувалов имел право работать в ВВЦ только до 1 октября того же года, однако, он оставил за собой функции куратора выставочного центра, уступив свой кабинет Георгию Боосу. По утверждению мэра Москвы Собянина, в 2013 году вице-премьер РФ Шувалов, через президента РФ Путина, пролоббировал передачу ВДНХ правительству Москвы, впрочем, Шувалов не скрывал этого: «Пришёл новый мэр — мой товарищ Сергей Семенович Собянин. И в правительстве было принято решение передать федеральный пакет акций ОАО ВВЦ правительству Москвы».

## Работа в Правительстве РФ и Администрации Президента РФ
18 мая 2000 года, после назначения на пост председателя правительства России Михаила Касьянова, стал министром Российской Федерации — руководителем аппарата правительства. Координировал вопросы законопроектной деятельности кабинета министров. В его ведении также находились вопросы деятельности государственного Комитета по стандартизации и метрологии, Института законодательства и сравнительного страноведения, Академии народного хозяйства и Финансовой академии при Правительстве РФ. В этой должности курировал проект административной реформы, обеспечив большую централизацию и контроль за законопроектной деятельностью Правительства и взаимодействием с Федеральным Собранием, ускорил переход департаментов на современные технологии документооборота.
С 28 мая 2003 года после разногласий с Касьяновым покинул правительство и был назначен на должность помощника Президента Российской Федерации, где координировал деятельность рабочей группы по удвоению ВВП, борьбе с бедностью и военной реформе. В октябре 2003 года был назначен заместителем руководителя администрации президента Российской Федерации. Выступил идеологом нового формата государственных программ развития — приоритетных национальных проектов. В обязанности И.Шувалова входили организация и информационное обеспечение деятельности Президента РФ по вопросам разработки общенациональных проектов и контроль за их реализацией. В 2005 году назначен заместителем председателя Совета при президенте по реализации приоритетных национальных проектов.
Шувалов говорил: «К 2010 году с помощью этих национальных проектов — создания рынка доступного жилья, реформы образования, медицины — будет сформирована абсолютно другая экономическая среда». Реализация приоритетных национальных проектов привела к положительным результатам в развитии здравоохранения, образования, обеспечении жильём.
В 2004 году Шувалов был назначен представителем президента в Национальном банковском совете и стал председателем совета директоров «Совкомфлота» (возглавлял совет до июля 2008 года).
В 2005 году стал личным представителем президента в «Большой восьмёрке», в 2006 году являлся заместителем председателя оргкомитета по подготовке и обеспечению председательства России в «Большой восьмёрке», отвечал за содержательную часть саммита в Санкт-Петербурге. Саммит в Санкт-Петербурге стал одним из самых важных внешнеполитический событий 2006 года. По предложению России на обсуждение были вынесены глобальный вопросы энергетической безопасности, борьбы с инфекционными заболеваниями и образования.

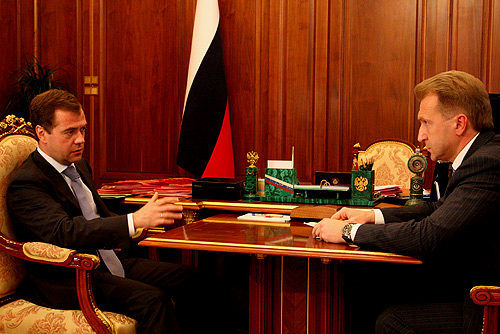
Игорь Шувалов на встрече в Кремле с президентом России Дмитрием Медведевым 11 июля 2008 года

12 мая 2008 года был назначен на пост первого заместителя председателя Правительства Российской Федерации. В том же году возглавил правительственную комиссию по развитию малого и среднего предпринимательства, комиссию по координации действий правительства для противодействия последствиям мирового финансового кризиса, комиссию по вопросам социально-экономического развития Дальнего Востока и Забайкалья, а также оргкомитет по подготовке к саммиту АТЭС.
С 19 марта 2009 года являлся национальным координатором Российской Федерации по делам Содружества Независимых Государств. В сентябре 2009 года выступил в Государственной Думе с отчётом об антикризисных действиях Правительства.
В октябре 2009 года был выведен из состава Национального банковского совета. В январе 2010 года возглавил объединённую правительственную комиссию по экономическому развитию и интеграции.
С августа 2010 года являлся ответственным за координацию деятельности федеральных органов исполнительной власти по рассмотрению обращений российских и иностранных инвесторов, формально оставался им и после назначения в июне 2012 года уполномоченного по защите прав предпринимателей Бориса Титова. После отставки в сентябре 2011 года министра финансов и вице-премьера Алексея Кудрина Шувалов стал курировать экономический блок в правительстве. В том же году был назначен вместо Кудрина главой Совета по финансовым рынкам и представителем России в совете Евразийской экономической комиссии.
25 марта 2011 года газета «Ведомости» со ссылкой на федерального чиновника и источник в самой партии сообщала, что Игорь Шувалов рассматривал возможность возглавить партию «Правое дело». В 2011 году Шувалов возглавил региональный избирательный список «Единой России» от Приморского края на проходивших 4 декабря выборах в Государственную думу VI созыва, после избрания отказался от депутатского мандата.
В январе 2012 года Шувалов возглавил правительственную комиссию по транспорту и связи. В правительстве, сформированном в мае 2012 года, сохранил пост первого вице-премьера. Назначен на должность 21 мая 2012 года С 2012 года возглавлял Правительственную комиссию по обеспечению безопасности дорожного движения. Под его кураторством была реализован ряд изменений в правила дорожного движения и другие документы.
24 мая 2018 года назначен президентом России на должность председателя банка развития «Внешэкономбанк», позднее преобразованного в государственную корпорацию развития «ВЭБ.РФ».

## Глава ВЭБ.РФ
С приходом Шувалова государственная корпорация ВЭБ.РФ получила новую функцию по координации деятельности институтов развития, в том числе Российского экспортного центра, ДОМ.РФ, Корпорации МСП, Фонда развития моногородов, Фонда развития Дальнего Востока и Байкальского региона. В третьем квартале 2018 года ВЭБ.РФ впервые за полтора года получил прибыль в размере шести млрд руб.
Шувалов договорился о безвозмездной передаче непрофильного для госкорпорации «Связь-банка» государству при условии, что ВЭБ.РФ заберёт у банка все плохие активы. Долг перед ЦБ в 212 млрд руб. будет реструктурирован.

### Координатор институтов развития
В ноябре 2020 года правительство М. В. Мишустина расширило полномочия возглавляемого Шуваловым ВЭБ.РФ по координации институтов развития, инициировав реформу последних. Эксперты российского финансового рынка считают, что реформа институтов развития под эгидой ВЭБ.РФ и управленческий опыт Игоря Шувалова позволят скоординировать работу институтов с видением правительства России по реализации национальных задач, а сама госкорпорация станет аналогом Международного и Европейского банков реконструкции и развития. Реформа призвана сделать институты развития более эффективными и переориентировать их на достижение национальных целей развития России. По словам вице-премьера российского правительства Дмитрия Григоренко, аргументами в пользу выбора ВЭБа главным институтом развития стал масштаб его функций и опыт в инвестиционной деятельности. «В первую очередь на базе ВЭБ.РФ нам нужен крупный и централизованный инвестиционный блок, это вытекает из наших задач. Ну и, наконец, функционал многих переданных институтов развития для нынешнего председателя ВЭБа не новый. Игорь Шувалов до 2018 года непосредственно отвечал за работу большой части институтов, сейчас вошедших в ВЭБ.РФ. Он и его команда знают эти институты лучше, чем кто-либо другой», — отмечал Григоренко на старте реформы. Эксперты отмечают, что реализуемая реформа явилась «констатацией, что сегодняшний ВЭБ неплохо справился с проблемой расчистки активов, а значит, может тиражировать этот опыт и на других».
Под управление госкорпорации перешли: Корпорация по развития малого и среднего предпринимательства, Российский экспортный центр, Российское агентство по страхованию экспортных кредитов и инвестиций (ЭКСАР), «Роснано», Фонд «Сколково», Фонд содействия развитию малых форм предприятий в научно-технической сфере, Фонд инфраструктурных и образовательных программ, Фонд развития промышленности. Реформа займёт весь 2021 год, основные мероприятия завершатся за полгода.
В конце 2020 года Шувалов возглавил совет директоров Сколково вместо Виктора Вексельберга в связи c переходом фонда под управление ВЭБ.РФ. В январе 2021 года наблюдательный совет ВЭБ.РФ утвердил для госкорпорации новые KPI, которые увязаны с достижением национальных целей и повышением качества жизни людей: ВЭБу предстоит отчитываться о финансировании проектов, направленных на их достижение. Также правительство утвердило дорожные карты по созданию новой структуры институтов развития под управлением ВЭБ.РФ, решение позволит избежать дублирования их функций с госорганами и коммерческими организациями, усовершенствовать существующие механизмы управления.
24 июля 2021 года Владимир Путин своим указом продлил полномочия Шувалова ещё на пять лет.
26 июня 2024 года Владимир Путин своим указом продлил полномочия Шувалова ещё на пять лет.

## Сферы деятельности
Аналитик электронного издания Slon.ru Константин Гаазе в 2009 году назвал Шувалова «путинским „главным маршалом“», «мотором и главным ответственным „за всё“». Эксперт отметил, что Шувалов для Путина «чиновник-толкач, сдвигатель чего-либо с мёртвой точки», поэтому ему поручаются «проекты, у которых экономическая суть, но есть и чрезвычайно важная политическая публичная компонента, и чёткие сроки, которые нельзя срывать». Среди таких проектов автор называет саммит G8, «идеологическое обеспечение нацпроектов» и «доделка» трёхстороннего Таможенного союза России, Белоруссии и Казахстана, ставшего первым шагом к созданию на постсоветском пространстве надгосударственного экономического института.
Как пишет в американской «The Daily Beast» (2014) её обозреватель М. Вейсс, Шувалов — «давний consigliere <консультант> Путина по экономике» и «шерпа» Кремля в ВТО, G8 и на Давосском форуме.
Шувалов известен своей поддержкой малого бизнеса. В частности, осенью 2016 года вице-премьер поручил банкам и госструктурам представить варианты поддержки банками предприятий МСП, создав рабочую группу под руководством главы Корпорации МСП Александра Бравермана. Кроме того, Шувалов является председателем попечительского совета Национальной предпринимательской премии «Бизнес-Успех» среди представителей малого и среднего бизнеса.
Также Шувалов курирует вопросы, связанные с ипотечным кредитованием. В частности, контролирует и направляет деятельность Агентства ипотечного жилищного кредитования (АИЖК). Результатом работы Шувалова и АИЖК стало снижение ипотечной ставки ниже 10 %.

## Правительственные проекты

### Саммит АТЭС 2012во Владивостоке
Шувалов в 2008 году возглавил оргкомитет по подготовке к саммиту стран Азиатско-Тихоокеанского экономического сотрудничества (АТЭС), который прошёл во Владивостоке в сентябре 2012 года Подготовка к форуму предусматривала модернизацию городской инфраструктуры. Основными объектами строительства стали вантовый мост через пролив Босфор Восточный к острову Русскому, вантовый мост через бухту Золотой Рог, а также новый кампус Дальневосточного федерального университета.
Проект возведения объектов для саммита подвергался общественной критике по причине высоких затрат. Шувалов возражал, что ни одного объекта сродни «потёмкинской деревне» в Приморье построено не было. По словам первого вице-премьера, «показуха» и «потёмкинские деревни» — это когда за внешним фасадом нет ничего, а все, что было сделано в Приморье, «можно прийти пощупать — там можно либо работать, либо учиться».
В январе 2013 года Счётная палата сообщила, что общий объём инвестиций в строительство объектов для саммита АТЭС составил 690 млрд руб., из них 239 млрд — бюджетные инвестиции, остальные средства — из внебюджетных источников. Средства были освоены целевым образом на 99 %. Шувалов поддержал расследования возможных фактов коррупции при подготовке АТЭС-2012.
В ноябре 2012 года бывшему замминистра регионального развития РФ Роману Панову, занимавшему на тот момент должность председателя правительства Пермского края, предъявили обвинение в мошенничестве в особо крупном размере. 20 ноября 2012 года подал в отставку руководитель Дальневосточной дирекции Минрегионразвития Олег Букалов. Шувалов заявил, что Дальневосточная дирекция Минрегионразвития была «лишним звеном». Он выразил надежду, что виновные в хищениях будут осуждены. Если кто-то при выполнении проекта ворует — «всех в тюрьму», считает Шувалов. Шувалов полагает, что форум АТЭС-2012 должен помочь смещению внешнеторгового баланса России в сторону азиатских стран.

### Социально-экономическое развитие Дальнего Востока
В 2008 году правительством России был учреждён состав государственной комиссии по вопросам социально-экономического развития Дальнего Востока, Республики Бурятии, Забайкальского края и Иркутской области. Комиссию возглавил первый вице-премьер Шувалов.
В 2013 году правительство поставило вопрос о целесообразности существования сформированного годом ранее Министерства Российской Федерации по развитию Дальнего Востока. Подготовленный ведомством проект социально-экономического развития восточных территорий не был согласован ни с одним из ключевых министерств, при этом объём запрашиваемых ассигнований составил более 5,7 трлн руб., что превышало возможности казны. Правительство вернулось к идее концентрации функций по развитию дальневосточного региона в профильной госкорпорации. В числе потенциальных кандидатов на пост её руководителя рассматривался Шувалов, который курировал стройку объектов для саммита АТЭС во Владивостоке. В апреле 2013 года премьер-министр России Дмитрий Медведев подписал программу социально-экономического развития Дальнего Востока и Забайкалья на период до 2025 года. В СМИ назначение Юрия Трутнева полпредом в ДФО назвали «аппаратным успехом» Шувалова, а в 2019 году Шувалов лично возглавил совет директоров «Фонда развития Дальнего Востока».

### Финансовый мегарегулятор
В 2012 году Шувалов выступил с идеей создания регулятора финансовых рынков России на базе Центрального банка. Проект Шувалова предполагает, что укрупнённая Федеральная служба по финансовым рынкам, ведущая надзор, в том числе за страховыми компаниями, вольётся в ЦБ. Концепцию создания мегарегулятора, предложенную Шуваловым, в январе 2013 года одобрил президент Путин.
По словам президента, необходимо создать «институт, который обеспечит прозрачную конкурентную среду, жёсткий и эффективный контроль за негосударственными пенсионными фондами». По поручению Шувалова правительство разработало закон, который был одобрен парламентом и подписан президентом в июле 2013 года. Закон, среди прочего, предусматривает передачу мегарегулятору финансового рынка, созданному на базе ЦБ, контроля за деятельностью страховых компаний и негосударственных пенсионных фондов (НПФ). Ранее такой контроль осуществлялся несколькими ведомствами. Эксперты позитивно оценили нововведения. «Сокращение числа регуляторов будет способствовать повышению прозрачности деятельности НПФ, ускорится процесс принятия и реализации законодательных решений по развитию пенсионного рынка», — заявила президент НПФ Сбербанка Галина Морозова. По оценке гендиректора УК «КапиталЪ» Вадима Соскова, положения закона о мегарегуляторе соответствуют общему направлению реформ, которые предпринимаются государством в пенсионной системе. По его словам, усиление контроля за НПФ выглядит логично на фоне стремления государства обеспечить сохранность пенсионных накоплений. «Государство, по сути, взяло на себя обязательство гарантировать, что человек к моменту выхода на пенсию получит не меньше суммы, перечисленной на его пенсионный счёт в течение всей трудовой деятельности», — отмечал Сосков. Как подчёркивал представитель Шувалова, регулирование деятельности НПФ должно соответствовать международной практике.

### Универсиада-2013
В 2009 году Шувалов возглавил оргкомитет 27-й Всемирной летней Универсиады. В мае 2011 года он сообщал про опережение графиков строительства более 30 новых спортивных объектов в Казани. В мае 2012 года генеральный директор исполнительной дирекции «Казань-2013» Владимир Леонов отметил, что за трёх-четырёхлетний период Казань проходит развитие, которое большинство городов преодолевает за 20 лет. В декабре 2012 года Игорь Шувалов заявил, что все работы по подготовке к Универсиаде идут в графике. Пусковая готовность объектов Универсиады-2013 в столице Татарстана составляет 90 %, заявил в середине декабря 2012 года председатель Счётной палаты РФ Сергей Степашин.
В рамках развития транспортной инфраструктуры города были запущены новый терминал 1А и реконструированный терминал 1 международного аэропорта «Казань», новый транзитно-пересадочный железнодорожно-автобусный вокзал «Казань-2», реконструированный главный железнодорожный вокзал «Казань-1», вторая очередь Казанского метрополитена, линия Казанского скоростного трамвая, линия аэроэкспресса к международному аэропорту «Казань», 11 транспортных развязок, 41 пешеходный переход, 23 автомобильные дороги длиной 65 км, 63 городские улицы. Спортивные объекты, возведенные в Казани, остались доступными для населения города и республики.
По итогам Универсиады Шувалов был награждён орденом «За заслуги перед Республикой Татарстан» и знаком почётного гражданина города Казани с формулировкой «за экономическое развитие и процветание, повышение авторитета города, укрепление имиджа столицы РТ в России и на международной арене».

### Сотрудничество со странамиАТР
Шувалов на официальном уровне курирует сотрудничество России с Азиатско-Тихоокеанским регионом и отвечает за экономические связи РФ со странами Востока. Является сопредседателем Межправительственной Российско-Китайской комиссии по инвестиционному сотрудничеству — 9 сентября 2014 года состоялось её первое заседание, где стороны предметно обсудили 32 инвестпроекта. Шувалов заявил, что Россия и Китай решили проводить больше сделок в рублях и юанях, чтобы увеличить взаимодействие между банками двух стран.
В сентябре 2014 года российская делегация во главе с Шуваловым посетила Вьетнам и Сингапур. По итогам визитов был достигнут ряд договорённостей. В частности, в конце сентября 2014 года сообщалось, что нижегородский биохимический холдинг «ОРГХИМ» планирует открыть в Сингапуре завод по производству масел для шин.
В ходе заседания межправительственной комиссии под председательством Шувалова в сентябре 2014 года Россия и Вьетнам согласовала перечень из 5 совместных проектов: поставки вертолётов, строительство завода по производству серной кислоты, поставки энергетического и газоперекачивающего оборудования, строительство титанового завода, создание в России вьетнамского кластера лёгкой промышленности. Также стороны договорились о поставках сельхозпродукции Вьетнама на российский рынок.
В конце марта 2015 года Шувалов представлял Россию на церемонии похорон первого премьер-министра Сингапура Ли Куан Ю, с которым российского вице-премьера связывали дружеские отношения.
На Азиатском экономическом форуме в Боао в марте 2015 года Шувалов заявил, что Россия приветствует инициативу Китая по созданию экономического пояса Шёлкового пути — торгового коридора для прямых поставок товаров с Востока на Запад на льготных условиях. По словам Шувалова, совместная работа по развитию этого проекта создаст дополнительные возможности для стран Евразийского экономического союза (ЕАЭС) и Китая.
На форуме в Боао первый вице-премьер РФ также заявил, что Россия приняла решение войти в капитал Азиатского банка инфраструктурных инвестиций (AIIB). Эксперты полагают, что эта новая международная финансовая организация со штаб-квартирой в Пекине может стать реальным конкурентом базирующимся в США Международному валютному фонду и Всемирному банку.

### Чемпионат мира по футболу 2018
16 декабря 2009 года стало известно, что Шувалов возглавил оргкомитет по поддержке выдвижения России в качестве страны — претендента на право проведения чемпионата мира по футболу 2018/2022. Свои заявки в Цюрихе 2 декабря 2010 года презентовали Россия, Англия, Бельгия, Голландия, Испания и Португалия. Игорь Шувалов возглавил российскую делегацию, в которую также вошли министр спорта, туризма и молодёжной политики Виталий Мутко и футболист Андрей Аршавин. После презентации 22 члена исполкома ФИФА провели тайное голосование, в ходе которого выбрали победителем Россию.
В составе правительства, сформированного в мае 2012 года, Шувалов, помимо прочего, координировал организацию, подготовку и проведение чемпионата мира по футболу-2018, включая вопросы создания и развития необходимой транспортной инфраструктуры.
В марте 2013 года стало известно, что регионы запросили на подготовку к ЧМ-2018 540 млрд рублей, но первый зампред правительства РФ Игорь Шувалов заявил, что эта сумма завышена. Принято решение, что во избежание нецелевого расходования средств из федерального бюджета профинансируют только строительство стадионов и тренировочных баз, реконструкцию городских аэропортов и дорог от авиаузлов до стадионов. Затраты на городскую инфраструктуру, дорожно-транспортную сеть из проекта программы подготовки были исключены. Регионы должны были сами изыскать средства на эти цели, поскольку речь идёт о расходах, которые не подпадают под обязательства России перед ФИФА.

### Стабилизация курса рубля
Шувалов принимал участие в мероприятиях по стабилизации курса рубля после обвального падения российской валюты по отношению к доллару в «Черный вторник» 16 декабря 2014 года. 17 декабря 2014 Шувалов провёл встречу с главами российских госкомпаний. Ему был поручен мониторинг ситуации на валютном рынке. В конце недели на встрече президента РФ с 40 крупнейшими частными предпринимателями страны Шувалов высказал бизнесменам пожелание не оставлять валютную выручку за рубежом. Начиная с 17 декабря 2014 года ситуация на валютном рынке начала выправляться. В понедельник 22 декабря 2014 года на заседании кабмина Шувалов отметил, что на рынке сформировались ожидания укрепления рубля.

### Развитиемоногородов
В 2008—2009 годах, когда в связи с мировым финансовым кризисом резко обострилась экономическая ситуация в моногородах, в правительстве по поручению президента была создана соответствующая рабочая группа, которую возглавил Шувалов. Группой была разработана стратегия развития моногородов, основанная на диверсификации экономики этих населённых пунктов, снижении их зависимости от градообразующего предприятия.
Немаловажным пунктом в стратегии является ставка на малый и средний бизнес. Шувалов не раз заявлял, что экономическим локомотивом моногородов должны стать предприятия МСП. В результате реализации стратегии группы под руководством Шувалова, моногорода достаточно быстро стали выходить из кризиса, острота проблемы моногородов снизилась, но из повестки не ушла.
В качестве руководителя рабочей группы по развитию моногородов Шувалов неоднократно посещал монозависимые населённые пункты с целью изучения обстановки на местах. Так вице-премьер посетил Анжеро-Судженск, Череповец, Петровск, Набережные Челны, Новодвинск. Работу по диверсификации экономики моногородов поддержал также президент Путин.

## Отношение оппозиционеров
В декабре 2011 года Комиссия по ценным бумагам и биржам США обнародовала сведения об участии Шувалова «в сделках по приобретению активов на территории США на сумму 319 млн долларов, а также о предоставлении Шуваловым кредита на эти цели в размере 119 млн долларов под астрономические 40 % годовых».
В марте 2012 года издания Financial Times и The Wall Street Journal сообщили о том, что семья Шувалова приобрела через зарегистрированную на Багамских островах компанию Sevenkey акции «Газпрома» на сумму примерно 18 млн долларов. Через два дня Алексей Навальный опубликовал в своём блоге копии документов, указывающих на то, что на счёт компании Шувалова перечислялись десятки миллионов долларов от компаний, которые, по утверждению Навального, принадлежат миллиардерам Роману Абрамовичу и Алишеру Усманову. Александр Волошин защищал Шувалова, уверяя, относительно акций «Газпрома», что Шувалов воспользовался не инсайдерской, а общеизвестной информацией.
Шувалов отверг обвинения, заявив о «неуклонном следовании правилу и принципу о конфликте интересов», а также передаче заработанных средств в доверительное управление. Партнёр адвокатского бюро «АЛМ Фельдманс» Артём Дымской заявил, что информацию о деятельности семейного траста Шувалова мог распространить его бывший адвокат Павел Ивлев, который был объявлен в розыск Интерполом по делу о присвоении 2,4 млрд долларов компании «ЮКОС».
Генпрокуратура РФ после проверки не нашла нарушений в источниках доходов семейства Шуваловых.
10 апреля 2013 года Шувалов встретился с главными редакторами ведущих российских изданий и продемонстрировал декларацию за 2011 год, где была указана оказавшаяся в фокусе внимания СМИ фирма Severin Enterprises (офшорная компания в юрисдикции Британских Виргинских островов), на 100 % принадлежащая жене первого вице-премьера РФ Ольге Шуваловой. В прежней версии декларации Шувалова за 2011 год, ранее публиковавшейся в интернете, фирма Severin Enterprises не была обозначена, так как в то время закон ещё не требовал публично разглашать собственность членов семьи чиновников. Таким образом, присутствие Ольги Шуваловой в списке «Offshore-Leaks», опубликованном «Международным консорциумом журналистов-расследователей», считается правомерным.
В конце декабря 2013 года Шувалов сообщил о том, что после принятия федерального закона, запрещающего чиновникам иметь зарубежные активы, все свои активы были им переведены в российское юридическое лицо. Также он указал на то, что они с женой использовали иностранные юрисдикции для владения активами, в частности из-за нежелания, чтобы в случае их смерти их дети наследовали всё имущество. Они хотели, чтобы дети большую часть своих средств зарабатывали сами, но не могли найти подходящих механизмов это организовать, кроме зарубежного владения.
Некоторые экономические обозреватели считали, что Шувалов вызывает сильное раздражение общественности безразличным отношением к проблемам рядовых граждан и очевидными «межклассовыми разрывами». Негативные оценки Шувалову дал Владимир Милов, одно время работавший с Шуваловым, обратив внимание, что тот «деньги демонстрировать не стесняется», в отличие от своего бывшего начальника Александра Волошина, который всегда выстраивал себе имидж не богача, а обычного «дедушки с бородкой».

### Обвинение ФБК
В июле 2016 года Алексей Навальный, руководитель Фонда борьбы с коррупцией, обвинил Шувалова в конечном владении десятью квартирами в сталинской высотке на Котельнической набережной общей площадью более 700 м², рыночная стоимость которых оценивалась ФБК более чем в 600 млн рублей. По данным расследования, квартиры в 2014 году начал скупать юрист Сергей Котляренко, имевший опыт работы с Шуваловым в Росимуществе, правительстве и администрации президента. В интервью газете «Ведомости» владелец компании «КСП Капитал управление активами» Сергей Котляренко рассказал, что работа с активами Шувалова организована по принципу «слепого траста», первый вице-премьер о готовящихся сделках не знает, на их ход не влияет и во владении указанной собственностью не находится. По словам Котляренко, Шувалов знает только стратегию в общих чертах и может видеть результаты управления из отчётов, которые ему предоставляет компания. Расследование ФБК раскритиковал в эфире программы «Кактус» главный редактор «Эха Москвы» Алексей Венедиктов. По мнению Венедиктова, юристы фонда проявили себя некомпетентно.
В статье о комплексе архитектурного издания Speech говорилось, что на стройку накладывалось много ограничений. В частности, с одной стороны ЖК запрещалось делать окна «по соображениям безопасности». В материале уточнялось, что такие меры приняли во избежание вида на частное землевладение. Часть квартир поэтому спроектировали односторонними, а один из корпусов пришлось вовсе развернуть относительно оригинального проекта.

## Международные санкции
В связи с признанием независимости ДНР и ЛНР и дальнейшим вторжением РФ на Украину вместе с семьей (женой и двумя детьми) попал под персональные санкции ряд стран.
С 23 февраля 2022 года находится под санкциями всех стран Европейского союза так как «он выступил с заявлением о том, что Россия изменит бюджетные правила, чтобы учесть дополнительные два миллиона населения после незаконной аннексии Крыма Россией. Таким образом, он поддерживает действия и политику, которые подрывают территориальную целостность, суверенитет и независимость Украины». Шувалов подал в европейский суд иск о снятии санкций, однако суд отклонил апелляцию, в решении суда отметив что деятельность Шувалова на посту руководителя госбанка указывает на поддержку им действий российских властей в Крыму и Украине.
24 февраля 2022 года включён в санкционный список Канады «элит и близких соратников режима» как «ключевой член ближайшего окружения президента Путина».
С 3 марта 2022 года находится под санкциями Великобритании как «ведущий российский олигарх, имеющий значительные интересы в Великобритании и тесные связи с Кремлем».
3 марта 2022 года Игорь Шувалов, его жена Ольга, сын Евгений и дочь Мария, были включены в санкционный список США «российских олигархов, способствующих войне Путина». По данным властей, фигуранты санкционного списка «обогащались за счёт российского народа, а некоторые из них продвинули членов своей семьи на высокие посты. Другие занимают должности в крупнейших российских компаниях и отвечают за предоставление ресурсов, необходимых для поддержки вторжения Путина в Украину».
По аналогичным основаниям, с 25 февраля 2022 года находится под санкциями Швейцарии. С 14 марта 2022 года находится под санкциями Австралии. С 25 марта 2022 года находится под санкциями Японии. Указом президента Украины Владимира Зеленского от 19 октября 2022 находится под санкциями Украины. С 5 апреля 2022 года находится под санкциями Новой Зеландии.

## Семья
- Жена — Ольга Викторовна Шувалова[27][163], бывшая однокурсница Игоря Шувалова по юрфаку. Доход супруги Шувалова за 2008—2009 года составил более 1 миллиарда рублей: в 2009 году она заработала 642 млн руб. и 365 млн рублей — в 2008 году[163][164]. Некоторые СМИ писали, что Шувалова является крупным коммерсантом — занимается торговлей земельными участками в районе размещения инновационного центра «Сколково»[165], оффшорным бизнесом[166], торговлей акциями российских сырьевых компаний[166]. В 2002 году Ольга Шувалова рассказала в интервью журналу Профиль, что её ежегодный доход — это результат того, что муж, уходя на госслужбу, переписал все свои бизнес-активы на неё и официально указал это в декларации[167]. На самом деле, никакого бизнеса у Шуваловой нет. Указанное состояние и активы находятся в управляющей компании, и к оперативным решениям по управлению этими средствами Шуваловы доступа не имеют[168]. Информация о том, что супруга Шувалова занимается продажей земельных участков в Сколково, отрицалась самим Игорем Шуваловым[169]. Супруга Шувалова является одним из крупнейших в России заводчиков собак породы корги.
- Имеет четверых детей: двух сыновей и двух дочерей. Старший сын Евгений с сентября 2011 года по сентябрь 2012 года проходил службу в спецназе Тихоокеанского флота, базирующемся на острове Русский[170]. Дочь Мария в 2016 году окончила Московскую академию хореографии, после чего была принята в балетную труппу Большого театра[171]. Дочь Анастасия в 2020 году поступила в МГУ на бюджетное обучение, не добрав необходимые баллы[172], однако после публикаций в СМИ было объявлено о поступлений на платной основе[173].
- У Шувалова есть сводная сестра Елена Лебова-Шувалова, с апреля 2001 года работает директором московской Детской школы искусств «Исток»[174].

## Доходы
Согласно официальным данным об имуществе и доходах за 2009 год, годовой доход Шувалова составлял около 6,5 миллиона рублей, а его жены — около 642 миллионов рублей. В собственности Шуваловых находились несколько квартир и земельных участков с постройками, а также семь автомобилей. По информации газеты «Ведомости» у семьи Шувалова есть дом в Австрии и квартира в Великобритании. В декларации за 2011 год зарубежная недвижимость указана Шуваловым с пометкой «в пользовании», так как все активы семьи были переведены им в «слепой траст».
По информации американского журнала Foreign Policy, опубликованной в октябре 2014 года, семья Шувалова освоила бывшую госдачу члена Политбюро КПСС Михаила Суслова в Одинцовском районе Подмосковья площадью около 7,5 га. Проектирование построек вёл итальянский архитектор Джулиано Моретти, а в числе соседей чиновника — миллиардеры Роман Абрамович и Сулейман Керимов.
Согласно поданной декларации, размещённой на сайте правительства Российской Федерации, за 2012 год, Игорь Иванович Шувалов является самым богатым членом правительства. Его доход составил 226 386 929 руб. в 2012 году, что в 23,5 раза больше, чем в 2011 году. Его супруга Ольга Викторовна Шувалова за 2012 год заработала 222 009 378 руб.
14 июля 2016 года появилась информация о наличии в собственности у Шувалова частного самолёта, которым пользуется он и его семья. 15 июля депутат Олег Шеин обратился к председателю правительства РФ Дмитрию Медведеву с просьбой дать этому оценку.
Летом 2018 года публиковалась информация, что семья Шувалова фактически также владеет самолётом Gulfstream G650 оценочной стоимостью около 70 млн долларов.
По данным властей Великобритании, Игорь Шувалов владеет двумя роскошными квартирами в центре Лондона, стоимость которых оценивается в 11 миллионов фунтов стерлингов.

## Отставка с поста первого вице-премьера России
Тема возможного ухода Шувалова с поста первого вице-премьера неоднократно обсуждалась в СМИ. К примеру, «Ведомости» писали, что «Шувалов хотел уйти ещё в 2012 году», но в тот период времени сам Шувалов через «Российскую газету» и другие СМИ опровергал вероятность добровольного ухода из правительства, утверждая, что увольнение по собственному желанию возможно лишь в крайнем случае.
К 2018 году Шувалов, в вопросе возможной отставки по собственному желанию, стал менее категоричен: «Я хочу работать там, где скажет президент. Я любой работе рад, которую даст президент», в том же году, за несколько недель до формирования нового правительства, некоторые СМИ сообщили о настойчивых просьбах Шувалова о собственной отставке, к искренности которых источники «Би-би-си» отнеслись настороженно. По информации «The New Times», у Шувалова появлялось желание сменить работу и раньше, однако, до конца апреля 2018 года ничего подобного Шувалов не заявлял. Первым, по информации журнала «Сноб», достоверную информацию об уходе Шувалова сообщил 24 апреля 2018 года телеканал «Дождь», ссылаясь на источники в Кремле. В мае 2018 года стало очевидным, что Шувалов бесповоротно уходит в отставку с поста министра, «Общей газетой» отмечалось, что предыдущие «расследования на карьеру чиновника не повлияли и не связаны с его возможным уходом из правительства». Был назначен председателем государственной корпорации «Банк развития и внешнеэкономической деятельности (Внешэкономбанк)», на тот момент убыточного. Спустя три года ВЭБ после внутренней трансформации показал прибыль.

## Награды и звания
- Орден «За заслуги перед Отечеством» II степени (25 октября 2014) — за большой вклад в подготовку Договора о Евразийском экономическом союзе и многолетнюю добросовестную работу[200]
- Орден «За заслуги перед Отечеством» III степени[201]
- Орден «За заслуги перед Отечеством» IV степени[201]
- Орден Александра Невского (25 июля 2013) — за большие заслуги перед государством и многолетнюю плодотворную деятельность[202].
- Орден Почёта[201].
- Благодарность Президента Российской Федерации (12 июня 2004) — за активное участие в подготовке Послания Президента Российской Федерации Федеральному Собранию на 2004 год[203].
- Почётная грамота Правительства Российской Федерации (28 мая 2003) — за большой личный вклад в решение задач социально-экономического развития страны[204].
- Благодарность Правительства Российской Федерации (19 ноября 2024) — за большой вклад в подготовку и проведение X Санкт-Петербургского международного форума объединённых культур[205].
- Орден «За заслуги перед Республикой Татарстан» (2013).
- Почётный гражданин Казани (2013).
- Почётный гражданин Владивостока (2014)[206].
- Орден Дружбы народов (Белоруссия, 26 февраля 2015) — за значительный личный вклад в подготовку договора о Евразийском экономическом союзе, развитие и расширение интеграционных процессов, укрепление экономического сотрудничества между Республикой Беларусь, Российской Федерацией и Республикой Казахстан[207]
- Медаль «За вклад в создание Евразийского экономического союза» 1 степени (Высший совет Евразийского экономического союза, 8 мая 2015)[208]
- Медаль «За вклад в развитие Евразийского экономического союза» (Высший совет Евразийского экономического союза, 29 мая 2019)[209]
- Медаль «10 лет Евразийскому экономическому союзу» (Высший Евразийский экономический совет, 26 декабря 2024)[210]
- Грамота Содружества Независимых Государств (3 сентября 2011) — за активную работу по укреплению и развитию Содружества Независимых Государств[211]
- Победитель IV Национальной премии «Директор года» (2009) в номинации «Вклад в развитие института независимых директоров»[212].
- Медаль Столыпина П. А. I степени (31 января 2017) — за заслуги в решении стратегических задач социально-экономического развития страны и многолетний добросовестный труд[213]